# 5th Screen Actors Guild Awards
5th SAG Awards

7. marts 1999
Best Cast - Motion Picture:

Shakespeare in Love
Best Cast - Drama Series:

ER
Best Cast - Comedy Series:

Ally McBeal
5th Screen Actors Guild Awards, blev afholdt den 7. marts 1999, som ærede de bedste skuespillere i året 1998.

## Vindere

### Film

#### Outstanding Actor
Roberto Benigni – Livet er smukt
- Tom Hanks – Saving Private Ryan
- Ian McKellen – Gods and Monsters
- Nick Nolte – Affliction
- Joseph Fiennes – Shakespeare in Love

#### Outstanding Actress
Gwyneth Paltrow – Shakespeare in Love
- Cate Blanchett – Elizabeth
- Emily Watson – Hilary and Jackie
- Meryl Streep – One True Thing
- Jane Horrocks – Little Voice

#### Outstanding Supporting Actor
Robert Duvall – A Civil Action
- James Coburn – Affliction
- Geoffrey Rush – Shakespeare in Love
- Billy Bob Thornton – A Simple Plan
- David Kelly – Waking Ned Devine

#### Outstanding Supporting Actress
Kathy Bates – Primary Colors
- Lynn Redgrave – Gods and Monsters
- Rachel Griffiths – Hilary and Jackie
- Brenda Blethyn – Little Voice
- Judi Dench – Shakespeare in Love

#### Outstanding Cast
Shakespeare in Love
Ben Affleck
Judi Dench
Joseph Fiennes
Colin Firth
Gwyneth Paltrow
Geoffrey Rush
Imelda Staunton
Tom Wilkinson
- Little Voice
- Saving Private Ryan
- La vita è bella (Life Is Beautiful)
- Waking Ned

### Fjernsyn

#### Outstanding Actor – Drama Series
Sam Waterston – Law & Order
- Anthony Edwards, ER
- Dennis Franz, NYPD Blue
- Jimmy Smits, NYPD Blue
- David Duchovny, The X Files

#### Outstanding Actor – Comedy Series
Michael J. Fox – Spin City
- Peter MacNicol, Ally (McBeal)
- Kelsey Grammer, Frasier
- David Hyde Pierce, Frasier
- Jason Alexander, Seinfeld

#### Outstanding Actor – Television Movie or Miniseries
Christopher Reeve – Rear Window
- Charles S. Dutton, Blind Faith
- James Garner, Legalese
- Ray Liotta, The Rat Pack
- Ben Kingsley, The Tale of Sweeney Todd
- Stanley Tucci, Winchell

#### Outstanding Actress – Drama Series
Julianna Margulies – ER
- Annie Potts, Any Day Now
- Christine Lahti, Chicago Hope
- Kim Delaney, NYPD Blue
- Gillian Anderson, The X-Files

#### Outstanding Actress – Comedy Series
Tracey Ullman – Tracey Takes On...
- Calista Flockhart, Ally McBeal
- Amy Pietz, Caroline in the City
- Lisa Kudrow, Friends
- Julia Louis-Dreyfus, Seinfeld

#### Outstanding Actress – Television Movie or Miniseries
Angelina Jolie – Gia
- Olympia Dukakis, More Tales of the City
- Mary Steenburgen, About Sarah
- Stockard Channing, The Baby Dance
- Ann-Margret, Life of the Party: The Pamela Harriman Story

#### Outstanding Ensemble – Drama Series
ER
George Clooney
Anthony Edwards
Laura Innes
Alex Kingston
Eriq La Salle
Julianna Margulies
Kellie Martin
Gloria Reuben
Noah Wyle
- Law & Order
- NYPD Blue
- The Practice
- The X Files

#### Outstanding Ensemble – Comedy Series
Ally McBeal
Gil Bellows
Lisa Nicole Carson
Portia de Rossi
Calista Flockhart
Greg Germann
Jane Krakowski
Lucy Liu
Peter MacNicol
Vonda Shepard
Courtney Thorne-Smith
- Mælkevejen 1.th
- Everybody Loves Raymond
- Frasier
- Friends

### Life Achievement Award
- Screen Actors Guild Awards 41st Annual Life Achievement Award:
  - Kirk Douglas